# Achim Uhlenhut
Achim Uhlenhut (* 12. März 1965 in Hannover) ist ein deutscher Sachbuch-Autor und freier Journalist mit dem Spezialgebiet Verkehr in der Geschichte der niedersächsischen Landeshauptstadt Hannover.

## Leben
Achim Uhlenhut studierte in Hannover die Fächer Maschinen- und Schienenfahrzeugbau sowie Geschichte und Politik. Nach seinem Abschluss als Dipl.-Ing. an der damaligen Fachhochschule Hannover machte er sich als freier Journalist selbstständig und arbeitete für verschiedene Tages- und Wochenzeitungen.
Neben seinen Arbeiten in den Bereichen Firmenwerbung und Unternehmens-Dokumentationen in Fachzeitschriften arbeitete Uhlenhut schwerpunktmäßig über die Geschichte des Verkehrs in und um die heutige niedersächsische Landeshauptstadt Hannover. Zu seinen Themen zählen diesbezüglich Fahrzeugtechnik, Bahnbau- und -betrieb sowie Berichte und Reportagen vom Bürgerbus bis hin zum internationalen Fernverkehr.
1984 schrieb Achim Uhlenhut seine ersten Texte für die Üstra, erwarb seitdem sämtliche Berechtigungen zum Fahren der hannoverschen Stadtbahn- und Straßenbahn-Fahrzeuge. Zu diesem Themenkomplex hat er ein eigenes Archiv angelegt.
2017 wohnte Uhlenhut in Sarstedt.

## Schriften (Auswahl)
- Jutta Franke, Uwe Wöhl, Achim Uhlenhut: Hannovers Straßenbahnen, Transpress, Berlin 1995, ISBN 978-3-344-71010-1 und ISBN 3-344-71010-9
- Nahverkehr in Hannover. Stadtbahn, S-Bahn und Bus in der Expo-Stadt (= Strassenbahn-Nahverkehr special, Nr. 6 = Ausgabe 1 von 2000), GeraNova-Zeitschriften-Verlag, München 2000, ISBN 978-3-89724-703-1 und ISBN 3-89724-703-8
- Achim Uhlenhut (Red.): Spaß muß sein! gezeichnet von Stephan Hollich nach Ideen von Meike J. Bockermann, Original-Ausgabe, Rinty-Press, Laatzen 2004, ISBN 978-3-936335-06-4 und ISBN 3-936335-06-0
- Ulrike Gerold, Wolfram Hänel, Achim Uhlenhut: Die Queen in Hannover – kanariengelb oder schottenfarbig? Nützliche, kuriose und witzige Quizfragen und -antworten über Hannover, Hannover: Leuenhagen & Paris, 2008, ISBN 978-3-923976-64-5
- Michael Narten, Achim Uhlenhut: Unterwegs in Hannover. 125 Jahre Üstra, Leuenhagen & Paris, Hannover 2017, ISBN 978-3-945497-04-3